# Odrešenikov stolp
Odrešenikov stolp (rusko: Спаская башня, tr. Spasskaya Bashnya) je glavni stolp na vzhodnem delu obzidja Moskovskega kremlja, ki gleda na Rdeči trg, v Moskvi.

## Zgodovina
Odrešenikov stolp je leta 1491 zgradil italijanski arhitekt Pietro Antonio Solari. Sprva so ga poimenovali Frolovski stolp po cerkvi Frola in Lavra v Kremlju, ki je ni več. Sodobno ime stolpa izvira od ikone Spas Nerukotvorni (rusko: Спас Нерукотворный), prevedeno kot Odrešenik, ne izdelan z rokami", ki je bila leta 1658 postavljena nad vrata na notranji steni in odstranjena leta 1917. Stolp je imenovan tudi po stenski ikoni Spas Smolenski (rusko: Спас Смоленский), prevedeno kot rešitelj Smolenski, ki je bila ustvarjena v 16. stoletju na zunanji steni stolpa, ometana leta 1937, vendar  ponovno odkrita in obnovljena v 2010.
Odrešenikov stolp je bil prvi stolp od številnih stolpov Moskovskega kremlja, ki so ga v letih 1624–1625 okronali z dvokapno streho arhitektov Bažen Ogurcova in Christopherja Gallowayja (škotski arhitekt in izdelovalec ur). Po številnih zgodovinskih poročilih se je ura na Odrešenikovem stolpu pojavila med letoma 1491 in 1585. Običajno jo imenujejo Kremeljski zvon (rusko Кремлёвские куранты; Kremlyovskiye kuranty) in označuje uradni moskovski čas. Številčnica ima premer 6 m. Vrata Odrešenikovega stolpa so uporabljali za pozdravljanje dostojanstvenikov, uporabljali pa so ga tudi med uradnimi slovesnostmi ali procesijami.

## Spoštovanje carja
Stolpna vrata so bila nekoč glavni vhod v Kremelj. V carskih časih so morali vsi, ki so šli skozi vrata, odstraniti pokrivala, se pokrižati in razjahati svoje konje. Ta praksa je bila oživljena po tem, ko je bila ikona Odrešenika obnovljena leta 2010, vendar ceremonialno.
»Rusi so ves čas Odrešenikov stolp gledali z velikim spoštovanjem. Po starih legendah je stolp posedoval čudežne sile in je veljalo, da je varoval Kremelj pred sovražnimi vpadi. Ljudje, ki gredo skozi vrata, so vedno spoštovali navado, da se pokrižajo in si snamejo klobuke, da bi izkazali svoje spoštovanje, konji, ki gredo skozi vrata stolpa, pa naj bi gledali v tla. Pravzaprav legenda pravi, da Napoleon sam ni mogel preprečiti, da se njegov konj ne bi prestrašil, ko je jahal skozi vrata, ker ni pokazal spoštovanja in francoski cesarski klobuk naj bi mu padel z glave.«
Odrešenikov stolp je naročil in ga je dal zgraditi Ivan III. Veliki, vodja Moskovske velike kneževine in dedek Ivana Groznega.

## Napis na Odrešenikovi vratih
Na vratih Odrešenikovega stolpa je naslednji napis (napisan je v latinščini):
IOANNES VASILII DEI GRATIA MAGNUS DUX VOLODIMERIAE, MOSCOVIAE, NOVOGARDIAE, TFERIAE, PLESCOVIAE, VETICIAE, ONGARIAE, PERMIAE, BUOLGARIAE ET ALIAS TOTIUSQUE RAXIE DOMINUS, ANNO 30 IMPERII SUI HAS TURRES CONDERE FECIT ET STATUIT PETRUS ANTONIUS SOLARIUS MEDIOLANENSIS ANNO NATIVIT ATIS DOMINI 1491 KALENDIS MARTIIS IUSSIT PONERE.
V prevodu: Ivan Vasilijevič, po božji milosti, veliki knez Vladimir, Moskva, Novgorod, Tver, Pskov, Vjatka, Jugra, Perm, Bulghar in zaradi drugih razlogov, ki jih je imel Raxis, leto 30 njihove vlade, te stolpe je naredil [naročil] Pietru Antoniu Solari iz Milana prvega marca, leta Gospodovega leta 1491.

## Sovjetska zveza in sodobna uporaba
Po vzponu Sovjetske zveze je Josip Stalin dvoglavega orla na vrhu Odrešenikovega stolpa zamenjal z rdečo zvezdo, ker je želel odstraniti vse dokaze nekdanjega carskega obdobja; zvezda se vrti okoli svoje osi za 360 °. Višina stolpa z zvezdo je 71 metrov.
Tradicija sestopanja s konja in odkrivanja klobuka so se končala v času sovjetske vladavine. Avtomobili so se približali vratom iz Lobnega mesta in ceste ob veleblagovnici GUM. Ves ostali promet je bil speljan skozi Borovicka vrata.
V teh letih so bile porušene različne cerkve, da so naredili prostor za druga vladna poslopja. Šele leta 1955 v času vladavine Nikite Hruščova je bil Kremelj ponovno odprt za obiskovalce. Kremelj so leta 1961 spremenili v muzej in ga leta 1990 dodali na seznam Unescove svetovne dediščine. Elena Gagarina, hči sovjetskega kozmonavta Jurija Gagarina, je trenutna direktorica kremeljskih muzejev. Znotraj kremeljskega obzidja je veliko cerkva in mnoge od njih izvajajo cerkvene obrede, vendar neredno, ker cerkve še vedno delujejo kot muzeji.
Odrešenikova vrata so postala moteča po propadu komunizma. V novem kapitalističnem in tržno zasnovanem gospodarstvu je prehod vozil motil pretok pešcev do GUM-a in drugih nakupovalnih središč, čeprav le malo vozil dejansko vsak dan pelje skozi vrata. Leta 1999 je bila sprejeta odločitev, da se končno zaprejo vrata za ves promet. Še vedno so ostale signalne luči in varovalne ploščadi. Vrata se občasno uporabljajo, ko je treba popraviti vrata Borovicki. Vendar pa je v tem primeru ves promet preusmerjen iz Vasiljevski Spuska. Danes se vrata odpirajo za sprejem predsedniških motornih vozil na dan inavguracije, za parade zmag in za novoletno drevo.
Odrešenikov stolp je tudi dom mednarodnega festivala vojaške glasbe.
Avgusta 2010 je bila ikona Smolenskega odrešenika odkrita in obnovljena nad vrati (glej sliko spodaj). S tem se je začela tradicija inšpektorja parade, da se pred vsako parado ob Dnevu zmage odstrani pokrivalo in prekriža pred inšpekcijskimi četami.
- Odrešenikov stolp leta 1880
- Odrešenikov stolp
- Odrešenikov stolp ponoči
- Kremeljska Zvezda
- Sovijetska znamka prikazuje stolp.
- Odrešenik Smolenski
- Obred posvečenja ikone. avgust, 2010.
- Lega stolpa v Kremlju označen s krogom.
- Kremeljska ura
- Odrešenikov stolp po obnovi (2015)